# Prokop Výravský
Prokop Výravský (* 22. dubna 1967) je bývalý český fotbalista, obránce.

## Fotbalová kariéra
V československé a české lize hrál za Duklu Praha, Bohemians Praha, FK Jablonec a FC Union Cheb. Nastoupil celkem ve 140 ligových utkáních. 18. srpna 1996 porušil antidopingová pravidla, když po utkání v Teplicích po zásahu klubového lékaře neodevzdal dopingový vzorek. Byla mu zastavena činnost na devět měsíců nepodmíněně (část trestu mu byla v březnu 1997 prominuta).

## Ligová bilance
| Ročník                                     | Zápasy | Góly | Klub                           |
| ------------------------------------------ | ------ | ---- | ------------------------------ |
| 1. československá fotbalová liga 1987/1988 | 1      | 0    | Dukla Praha                    |
| 1. československá fotbalová liga 1988/1989 | 11     | 0    | Bohemians Praha                |
| 1. československá fotbalová liga 1989/1990 | 29     | 0    | Bohemians Praha                |
| 1. československá fotbalová liga 1990/1991 | 29     | 0    | Bohemians Praha                |
| 1. československá fotbalová liga 1991/1992 | 22     | 0    | Bohemians Praha                |
| Českomoravská fotbalová liga 1992/1993     | -      | -    | TJ Sklobižu Jablonec nad Nisou |
| 2. česká fotbalová liga 1993/1994          | -      | 0    | TJ Sklobižu Jablonec nad Nisou |
| 1. česká fotbalová liga 1994/1995          | 24     | 0    | FK Jablonec                    |
| 1. česká fotbalová liga 1995/1996          | 4      | 0    | FK Jablonec                    |
| 1. česká fotbalová liga 1995/1996          | 7      | 0    | FC Union Cheb                  |
| 1. česká fotbalová liga 1996/1997          | 13     | 0    | FC Bohemians Praha             |
| 2. česká fotbalová liga 1997/1998          | 11     | 0    | FC Bohemians Praha             |
| Česká fotbalová liga 1998/1999             | -      | 0    | SK EMĚ Mělník                  |
| CELKEM 1. liga                             | 140    | 0    |                                |